# Pilar del Río
María del Pilar del Río Sánchez (Castril, 15 de março de 1950) é uma jornalista, escritora, tradutora espanhola, que preside atualmente a Fundação José Saramago.

## Biografia
Pilar del Río nasceu em Castril em 1950, filha de Antonio del Río e Carmen Sánchez, sendo a filha mais velha dentre quinze irmãos. Foi mãe aos 26 anos de um rapaz chamado Juan José, fruto do primeiro casamento.
Em 1986, já divorciada, Pilar conheceu o escritor português José Saramago após ter lido todos os seus livros publicados em espanhol e ter pedido para conhecê-lo pessoalmente. Dois anos mais tarde, em 1988, casaram-se e decidiram viver em Lisboa, tendo-se mudado em 1993 para a ilha espanhola de Lanzarote, nas Ilhas Canárias. Permaneceu ao lado de José Saramago até a sua morte, em 2010. Foi, também, uma tradutora para a língua espanhola de vários romances de Saramago. Em 2010, após a morte do marido, requereu a nacionalidade portuguesa e posteriormente obteve-a.
Atualmente, Pilar preside a Fundação José Saramago. No dia 26 de Maio de 2017 recebeu o Prémio Luso-Espanhol de Arte e Cultura na Biblioteca Nacional de Espanha.

### Obra
- Los andaluces (coautoria com Juan Teba). Barcelona: Editorial Epidauro, 1979. ISBN 84-85309-06-5

#### Traduções
Seguem-se as obras de José Saramago que Pilar traduziu para o espanhol:
- Todos os Nomes (Todos los nombres). Madrid: Santillana, 2001. ISBN 84-204-4295-X
- A Caverna (La caverna). Madrid: Santillana, 2001. ISBN 84-204-4228-3
- A Maior Flor do Mundo (La flor más grande del mundo). Madrid: Alfaguara, 2001 ISBN 978-84-204-4354-6
- O Homem Duplicado (El hombre duplicado). Madrid: Alfaguara, 2002. ISBN 958-704-049-X
- O Conto da Ilha Desconhecida (El cuento de la isla desconocida). Madrid: Suma de Letras, 2002. ISBN 84-663-0459-2
- Ensaio sobre a Lucidez (Ensayo sobre la lucidez). Madrid : Santillana, 2004. ISBN 84-95964-08-2
- As Intermitências da Morte (Las intermitencias de la muerte). Madrid: Alfaguara, 2005. ISBN 84-204-6945-9
- As Pequenas Memórias (Las pequeñas memorias). Madrid: Alfaguara, 2007. ISBN 978-84-204-7129-7
- A Viagem do Elefante (El viaje del elefante). Madrid: Santillana, 2010. ISBN 978-84-204-0742-5
- Caim (Caín). Madrid: Punto de Lectura , 2011. ISBN 978-84-663-2459-5
- Claraboia (Claraboya), (escrito em 1952). Madrid: Alfaguara, 2011. ISBN 978-84-204-1109-5
- Alabardas (Alabardas), (romance inacabado). Madrid: Alfaguara, 2014. ISBN 978-84-204-1600-7[12]